# Iotrochota coccinea
Iotrochota coccinea är en svampdjursart som först beskrevs av Carter 1886.  Iotrochota coccinea ingår i släktet Iotrochota och familjen Iotrochotidae.
Artens utbredningsområde är Sydaustralien. Inga underarter finns listade i Catalogue of Life.